# Bahnstrecke Zvolen–Košice

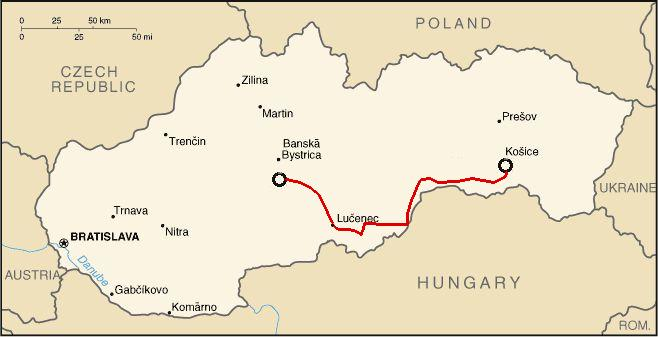
Karte der Bahnstrecke

Die Bahnstrecke Zvolen–Košice ist eine 233 km lange Bahnstrecke in der Slowakei, die die Kursbuchnummer 160 trägt. Beschreibungen befinden sich in folgenden Artikeln:
- Bahnstrecke Salgótarján–Vrútky (Abschnitt Fiľakovo–Zvolen)
- Bahnstrecke Bánréve–Fiľakovo
- Bahnstrecke Lenartovce–Abovce
- Bahnstrecke Bánréve–Dobšiná (Abschnitt Abovce–Rožňava)
- Bahnstrecke Košice-Barca–Rožňava
- Bahnstrecke Miskolc–Košice (Abschnitt Košice–Barca)